# 텐저린즈
《텐저린즈》(에스토니아어: Mandariinid, 조지아어: მანდარინები)는 2013년 공개된 영화이다.

## 출연

### 주연
- 엘모 누가넨
- 지오지 나카쉬제